# Arvträsket
Arvträsket är en sjö i Piteå kommun i Norrbotten och ingår i Byskeälvens huvudavrinningsområde. Arvträsket ligger i Byskeälven Natura 2000-område.
Intill Arvträskets södra strand fanns på 1860-talet en renvall som nu är fullständigt igenväxt. Pollenanalyser har visat på två faser av kulturpåverkan i omgivningarna, dels omkring 0–1300 e.Kr. (svag påverkan), dels 1500–1850 e.Kr. (tydligare påverkan), med ett maximum under 1700-talet och första halvan av 1800-talet.  Området är registrerat i fornminnesregistret som "övrig kulturhistorisk lämning".